# Javier Hernán García
Javier Hernán García (Buenos Aires, 29 de enero de 1987) es un futbolista argentino. Se desempeña como arquero y actualmente se encuentra en C. A. Boca Juniors de la Primera División de Argentina.
Su carrera como futbolista profesional comenzó en 2008, cuando debutó con Boca Juniors teniendo 21 años de edad; sin embargo, dejó de ser tenido en cuenta por el entrenador en el año 2011, y pasó al Club Atlético Tigre. Allí, se consolidó como titular y se fue ganando el cariño de la hinchada gracias a sus grandes actuaciones en el arco. 
En el año 2017 pasó a Racing Club como arquero suplente. No obstante, tuvo buen rendimiento cuando le tocó jugar como titular. Es recordado especialmente por entrar en un histórico clásico de avellaneda de 2020 frente a Independiente, tras la expulsión de Gabriel Arias, en el que Racing ganó por 1 a 0 gracias a un gol de Marcelo Díaz.

## Trayectoria

### Boca Juniors
Estuvo en las inferiores del club Boca Juniors desde 1996. También ha tenido participaciones en selecciones juveniles. Fue promovido a la Primera División de Boca Juniors en el año 2006 como tercer arquero, detrás del paraguayo Aldo Bobadilla. La llegada de Mauricio Caranta lo hizo volver a las inferiores en el año 2007, regresando ese mismo año como tercer arquero de Primera División, luego de la salida del paraguayo Aldo Bobadilla. Curiosamente, llevó en ese entonces la camiseta número «1», pero nunca llegó a ocuparla.
Debutó en Primera División el 24 de agosto de 2008, como titular desde el arranque, en el cotejo jugado contra Lanús en la Bombonera, en el que Boca venció por 2 a 1. Recibió un gol del delantero José Sand de Lanús. La camiseta que usó en su debut fue la número «12» ya que la 1 estaba siendo usada por Mauricio Caranta. El 23 de septiembre de 2008 tuvo una buena actuación en el partido en el que Boca venció por 4 a 0 a Liga Deportiva Universitaria de Quito; también tuvo una buena actuación en el partido del 19 de octubre, partido contra River Plate, debutando por primera vez un superclásico. En la Copa Sudamericana el 22 de octubre, el conjunto de Boca perdió con el Inter de Porto Alegre, con mayoría de juveniles. El 20 de diciembre Santiago Solari le convierte un gol después de un grosero error del juvenil arquero, que no logra atrapar un remate sencillo, pasándole la pelota por debajo de las piernas. El 23 de diciembre fue sustituido por Josué Ayala en la final del torneo Apertura entre Boca y Tigre por una lesión en la zona del pubis, lo cual generó que cometiera un error en este partido, que sirvió para que Tigre ganara 1 a 0, pero a pesar de eso Boca se coronó campeón del Apertura 2008. El 26 de diciembre de 2008 fue operado de dicha pubialgia y estuvo un año en rehabilitación para poder volver a la primera del Boca Juniors. Luego volvió al club en el Torneo de Verano 2010, perdiendo 4-1 contra Estudiantes.
En el Torneo Clausura 2010 se ganó la titularidad del arco de Boca tras la venta del histórico Roberto Abbondanzieri al Inter de Porto Alegre, en la cuarta fecha de dicha competición. No obstante, el día 8 de abril, ante Colón de Santa Fe, Josué Ayala fue designado por Abel Alves para reemplazar a García debido a los flojos desempeños demostrados en los últimos partidos. De todas maneras, en la siguiente fecha y con nuevo director técnico (Roberto Pompei), recuperó la titularidad del arco xeneize, en esa oportunidad, Boca enfrentó a Arsenal y lo goleó 4-0 en la Bombonera, con el gol número 219 de Martín Palermo en la institución.
En junio del mismo año, Cristian Lucchetti fue incorporado al conjunto boquense, de manera tal que Javier García volvió a ser el segundo arquero del club. Sin embargo, tras las malas actuaciones de su nuevo reemplazante, el día 16 de noviembre (fecha 14 del apertura) vuelve a adueñarse de los tres palos de Boca, nada más y nada menos que ante River Plate en el Monumental, encuentro en el que se destacó por atajar muy bien, y, de no ser por él, el equipo de Borghi hubiera perdido por más de un gol. Tras esa fecha y con la reaparición de Pompei en el banco, García fue titular en los cinco partidos restantes del torneo.
Con la llegada de Julio César Falcioni, mucho se habló de la posibilidad de incorporar un guardameta en Boca, por lo que Javier volvería a ser suplente. Se habló de arqueros como Sebastián Peratta, Oscar Ustari y Martín Silva, pero como ninguno llegó, el nuevo DT debió decantarse por los guardametas con los que ya contaba el club: García y Lucchetti. Para tomar la decisión, utilizó los cuatro cotejos amistosos que se disputaron en el verano, haciendo que Javier ataje en los dos superclásicos y Lucchetti en el partido ante Independiente y ante San Lorenzo. Al final de cuentas, Julio César Falcioni eligió a García como el arquero titular y, por primera vez, éste arrancó como titular en un campeonato y no como relevo de otros jugadores. Tras actuaciones irregulares, es reemplazado y Cristian Lucchetti vuelve a ser parte de los titulares, relegando a García. Luego de no ser tenido en cuenta por el entrenador de Boca, debido a problemas personales, firmó un año de préstamo con el Club Atlético Tigre.

### Tigre
En este llegó siendo muy observado, pero a lo largo de las fechas y tras muy buenas actuaciones fue ganando el cariño de los hinchas matadores y se convirtió en uno de los pilares y referentes del equipo, gracias a la seguridad y grandes atajadas que aporta. A mitad de 2012 cuando vence el préstamo con Tigre, Javi intenta volver a Boca Juniors pero debido a una gran rivalidad que tiene con el entrenador de este, Julio César Falcioni, quien no le permite entrenar y no lo tendría en cuenta en el futuro, se ve obligado a marcharse a pesar de sus deseos de quedarse. Tigre le compra el 50 % del pase por tres temporadas más a cambio de US$ 500 000. Tigre tuvo una muy buena campaña en el Torneo Inicial 2012, donde termina segundo, y con la valla menos vencida del torneo, y además, culminó la Copa Sudamericana 2012 también como subcampeón, aunque con escándalo de por medio, ya que el equipo pudo disputar solamente el 1.er tiempo del partido de vuelta con el Sao Paulo y por amenazas y algunos episodios violentos en el vestuario; debido a estos incidentes el partido fue suspendido en el descanso cuando los Tigres perdían 2-0.
Por la 4.ª fecha del Torneo Final 2014, le dieron una plaqueta por los 100 partidos jugados en el club de Victoria, aunque eran más, ya que no contabilizaron algunos de Copa Argentina, Sudamericana y Libertadores.

### Racing Club
El 23 de agosto Javier García se sumó al Racing Club de Avellaneda como jugador libre, firmando un contrato por un año con opción a un año más. Ante la lesión de su compañero, Gabriel Arias, aportó su granito de arena para que Racing saliera campeón el 31 de marzo de 2019, frente a su ex club, Tigre. El 14 de diciembre se volvió a coronar campeón del Trofeo de Campeones de la Superliga 2019, también frente a Tigre.
El 9 de febrero realizó una destacada actuación en el Clásico de Avellaneda reemplazando a Gabriel Arias que había sido expulsado donde su equipo salió victorioso 1-0 frente a Independiente de Avellaneda, en uno de los clásicos más importantes de los últimos años. El 7 de agosto de 2020, Víctor Blanco confirmó que no se había llegado a un acuerdo, dejando así la institución de Avellaneda con un saldo de 14 partidos jugados, 10 goles recibidos y 2 títulos obtenido en su paso por el Racing de Avellaneda.

### Boca Juniors
Una vez finalizado su vínculo con Racing, el 20 de agosto del año 2020 se anuncia que Javier regresa al equipo que lo formó como futbolista, firmando un contrato por dos años y medio.

## Estadísticas

### Clubes
- Actualizado hasta el 28 de octubre de 2023.

| Club | Div.                | Temporada           | Liga | Liga | Liga | Copas Nacionales(1) | Copas Nacionales(1) | Copas Nacionales(1) | Torneos Internacionales(2) | Torneos Internacionales(2) | Torneos Internacionales(2) | Total | Total | Total |
| Club | Div.                | Temporada           | PJ   | GR   | VI   | PJ                  | GR                  | VI                  | PJ                         | GR                         | VI                         | PJ    | GR    | VI    |
| --- | ------------------- | ------------------- | ---- | ---- | ---- | ------------------- | ------------------- | ------------------- | -------------------------- | -------------------------- | -------------------------- | ----- | ----- | ----- |
| C. A. Boca Juniors Argentina | 1.ª                 | 2008-09             | 14   | -13  | 5    | —                   | —                   | —                   | 4                          | -5                         | 1                          | 18    | -18   | 6     |
| C. A. Boca Juniors Argentina | 1.ª                 | 2009-10             | 15   | -25  | 4    | —                   | —                   | —                   | —                          | —                          | —                          | 15    | -25   | 4     |
| C. A. Boca Juniors Argentina | 1.ª                 | 2010-11             | 12   | -12  | 4    | —                   | —                   | —                   | —                          | —                          | —                          | 12    | -12   | 4     |
| C. A. Boca Juniors Argentina | 1.ª                 | 2020                | —    | —    | —    | —                   | —                   | —                   | —                          | —                          | —                          | 0     | 0     | 0     |
| C. A. Boca Juniors Argentina | 1.ª                 | 2021                | 2    | -2   | 0    | 2                   | -2                  | 0                   | —                          | —                          | —                          | 4     | -4    | 0     |
| C. A. Boca Juniors Argentina | 1.ª                 | 2022                | 3    | -6   | 0    | 8                   | -7                  | 2                   | 1                          | -2                         | 0                          | 12    | -15   | 2     |
| C. A. Boca Juniors Argentina | 1.ª                 | 2023                | 4    | -4   | 1    | 8                   | -11                 | 2                   | —                          | —                          | —                          | 12    | -15   | 3     |
| C. A. Boca Juniors Argentina | Total club          | Total club          | 50   | -61  | 14   | 18                  | -20                 | 4                   | 5                          | -7                         | 1                          | 73    | -88   | 19    |
| C. A. Tigre Argentina | 1.ª                 | 2011-12             | 37   | -34  | 11   | —                   | —                   | —                   | —                          | —                          | —                          | 37    | -34   | 11    |
| C. A. Tigre Argentina | 1.ª                 | 2012-13             | 26   | -40  | 6    | —                   | —                   | —                   | 14                         | -18                        | 2                          | 40    | -58   | 8     |
| C. A. Tigre Argentina | 1.ª                 | 2013-14             | 36   | -33  | 15   | —                   | —                   | —                   | —                          | —                          | —                          | 36    | -33   | 15    |
| C. A. Tigre Argentina | 1.ª                 | 2014                | 19   | -26  | 5    | 2                   | -1                  | 1                   | —                          | —                          | —                          | 21    | -27   | 6     |
| C. A. Tigre Argentina | 1.ª                 | 2015                | 21   | -20  | 8    | 1                   | 0                   | 1                   | —                          | —                          | —                          | 22    | -20   | 9     |
| C. A. Tigre Argentina | 1.ª                 | 2016                | 16   | -17  | 6    | 1                   | 0                   | 1                   | —                          | —                          | —                          | 17    | -17   | 7     |
| C. A. Tigre Argentina | 1.ª                 | 2016-17             | 10   | -13  | 2    | 1                   | -2                  | 0                   | —                          | —                          | —                          | 11    | -15   | 2     |
| C. A. Tigre Argentina | Total club          | Total club          | 165  | -183 | 53   | 5                   | -3                  | 3                   | 14                         | -18                        | 2                          | 184   | -204  | 58    |
| Racing Club Argentina | 1.ª                 | 2017-18             | 3    | -1   | 2    | 1                   | -1                  | 0                   | —                          | —                          | —                          | 4     | -2    | 2     |
| Racing Club Argentina | 1.ª                 | 2018-19             | 7    | -4   | 4    | —                   | —                   | —                   | —                          | —                          | —                          | 7     | -4    | 4     |
| Racing Club Argentina | 1.ª                 | 2019-20             | 2    | -1   | 1    | 1                   | -3                  | 0                   | —                          | —                          | —                          | 3     | -4    | 1     |
| Racing Club Argentina | Total club          | Total club          | 12   | -6   | 7    | 2                   | -4                  | 0                   | 0                          | 0                          | 0                          | 14    | -10   | 7     |
| Total en su carrera | Total en su carrera | Total en su carrera | 227  | -250 | 74   | 25                  | -27                 | 7                   | 19                         | -25                        | 3                          | 271   | -302  | 84    |
| (1) Incluye datos de la Copa Argentina, Copa de la Liga y Supercopa Argentina. (2) Incluye datos de la Copa Sudamericana y Copa Libertadores. |                     |                     |      |      |      |                     |                     |                     |                            |                            |                            |       |       |       |

## Palmarés

### Campeonatos nacionales
| Título              | Equipo             | Sede      | Año     |
| ------------------- | ------------------ | --------- | ------- |
| Primera División    | C. A. Boca Juniors | Argentina | A-2008  |
| Primera División    | Racing Club        | Argentina | 2018-19 |
| Trofeo de Campeones | Racing Club        | Argentina | 2019    |
| Copa de la Liga     | C. A. Boca Juniors | Argentina | 2020    |
| Copa Argentina      | C. A. Boca Juniors | Argentina | 2019-20 |
| Copa de la Liga     | C. A. Boca Juniors | Argentina | 2022    |
| Primera División    | C. A. Boca Juniors | Argentina | 2022    |
| Supercopa Argentina | C. A. Boca Juniors | Argentina | 2022    |

### Campeonatos internacionales
| Título              | Equipo             | Sede         | Año  |
| ------------------- | ------------------ | ------------ | ---- |
| Copa Mundial Sub-20 | Argentina Sub-20   | Toronto      | 2007 |
| Recopa Sudamericana | C. A. Boca Juniors | Buenos Aires | 2008 |